# Лилија Подкопајева
Лила Подкопајева (укр. Лілія Олександрівна Подкопаєва, Lilia Oleksandrivna Podkopaïeva; рођена 15. августа 1978. године у Доњецку) је украјинска гимнастичарка. Позната је по освајању шампионата 1996. године у партер гимнастичкој вежби. Често сматрана потпуним спортистом, Подкопајева је била позната по комбиновању снаге, стила и балетске грациозности.

## Биографија
У децембру 2004. удала се за украјинског бизнисмена Тимофија Нахорниија. Имају двоје деце: Вадим, усвојен у Украјини јула 2006. године, и Каролина, рођена новембра 2006. Пар се развео 2009. године. Подкопајева је постала 2005. године амбасадор добре воље Уједињених нација за ХИВ у Украјни. Такође је амбасадорка Савета Европе за спорт, толеранцију и фер плеј.

## Медаље

### Олимпијске игре
Атланта
- Златна медаља; индивидуално такмичење.[6]
- Златна медаља; дисциплина партер.
- Златна медаља; дисциплина Греда

Светско првенство
- Златна медаља; индивидуално такмичење.[7]
- Златна медаља; дисциплина Греда
- Златна медаља; дисциплина шипка

## Гимнастичка каријера

### 1993–95
У марту 1993, Лилија је освојила своју једину титулу националног вишебоја у Украјини. У априлу 1993. Подкопајева се такмичила на Светском првенству у уметничкој гимнастици у Бирмингему, Енглеска. Она се квалификовала за финале прескока, али је пала у првом покушају и завршила на последњем месту са резултатом 8.893.
На Светском првенству 1994. у Бризбејну, Аустралија, она је заузела шесто место у вишебоју са резултатом 38,942. У финалу такмичења, заузела је осмо место на прескоку са 9,424; пето на шипкама, резултат 9,350; и друго на греди, са резултатом 9,737. У новембру 1994. године, на Светском тимском првенству у Дортмунду, Немачка, допринела је укупном резултату од 38.099 за пето место украјинског тима.
Следеће године, Подкопајева се такмичила на Светском првенству 1995. у Сабаеу у Јапану. Помогла је Украјини да се пласира на пето место и да се комплетан тим квалификује за Олимпијске игре 1996. Подкопајева је потом победила у финалу вишебоја резултатом 39,248. У финалу такмичења, она је била прва на прескоку (9.781), друга на шипкама (9.837), друга на греди (9.837) и седма на партеру (9.087).

### 1996
Почетком године, Подкопајева је тешко повређена када је пала са греде на тренингу и сломила два ребра. Ипак, у мају се такмичила на Европском првенству у Бирмингему, где је помогла украјинском тиму да се пласира на треће место и победила у појединачном вишебоју резултатом 39,205. У финалу такмичења, она је била трећа на греди (9.756), прва на шипкама (9.825) и прва на паркету (9.862).

#### Олимпијске игре у Атланти
У јулу, Подкопајева се такмичила на Летњим олимпијским играма 1996. у Атланти, Џорџија. У тимском финалу, она је допринела комбинованом обавезном и опционом резултату од 78,061 за пето место украјинског тима. Потом је победила у финалу вишебоја са резултатом 39,255. У финалу такмичења, освојила је пето место на шипкама (9.787), друго на греди (9.825), и прво на партеру (9.887). Она је била четврта гимнастичарка која је освојила олимпијску титулу у вишебоју као актуелна светска шампионка и прва гимнастичарка која је победила у вишебоју без освајања екипне медаље. Такође је била последња гимнастичарка која је освојила титулу у вишебоју и златну медаљу у финалу такмичења све док Симон Билс то није урадила 2016.

### 1997
Подкопајева је првобитно намеравала да настави да се такмичи након Олимпијских игара 1996. године, а изабрана је у украјински тим за Светско првенство 1997. године. Међутим, повреде су је приморале да одустане од такмичења и да се касније повуче.

## Епонимне вештине
Подкопајева има две истоимене вештине наведене у Кодексу поена.
| Апарат        | Назив       | Опис                                                                                             | Тешкоћа |
| ------------- | ----------- | ------------------------------------------------------------------------------------------------ | ------- |
| Коњ           | Подкопајева | Заокружени флис-флас са ½ окрета (180°) укључен - пикед салто напред са ½ окрета (180°) искључен | 4.2     |
| Вежба на поду | Подкопајева | Двоструки салто напред увучен са ½ окрета (180°)                                                 | Ж       |

1. ↑  Valid for the 2022-2024 Code of Points

## После пензионисања
Године 2002, Подкопајева је покренула Међународни спортски фестивал Златна Лилија, изложбу уметничких и ритмичких гимнастичарки, акробата и плесача. Она је изјавила: „Важно нам је да покажемо изузетне људе и најсјајнији таленат како би следећа генерација могла да прати најбоље од најбољих.“
У децембру 2004. удала се за украјинског бизнисмена Тимофија Нахорњег. Они имају двоје деце: Вадима, усвојеног у Украјини у јулу 2006, и Каролину, рођену у новембру 2006. Пар се развео 2009.
Године 2005, Подкопајева је постала амбасадор добре воље Уједињених нација за HIV/AIDS у Украјини. Такође је амбасадорка Савета Европе за спорт, толеранцију и фер плеј.
Године 2007, победила је на украјинском Плесу са звездама са партнером Сергијем Костецкијем. Следеће године представљала је Украјину на такмичењу Евровизије.] Заједно са партнером Кирилом Хитровим, заузела је треће место на такмичењу.
Године 2014, Подкопајева је одрадила гала догађај у Мексику, користећи сличну кореографију као и партер рутину коју је изводила у Атланти, као и изведбе са одскочне даске и заокруживања.
Године 2019, Подкопајева се придружила тренерском штабу у Маркус јеврејској заједници Центра периметарске гимнастике у Атланти.